# هوسون (مونتانا)
هوسون (به انگلیسی: Huson) شهری در ایالت مونتانا کشور ایالات متحده آمریکا است که جمعیت آن در سرشماری سال ۲۰۱۰ میلادی، ۲۱۰ نفر بوده‌است.